# Doble nuez

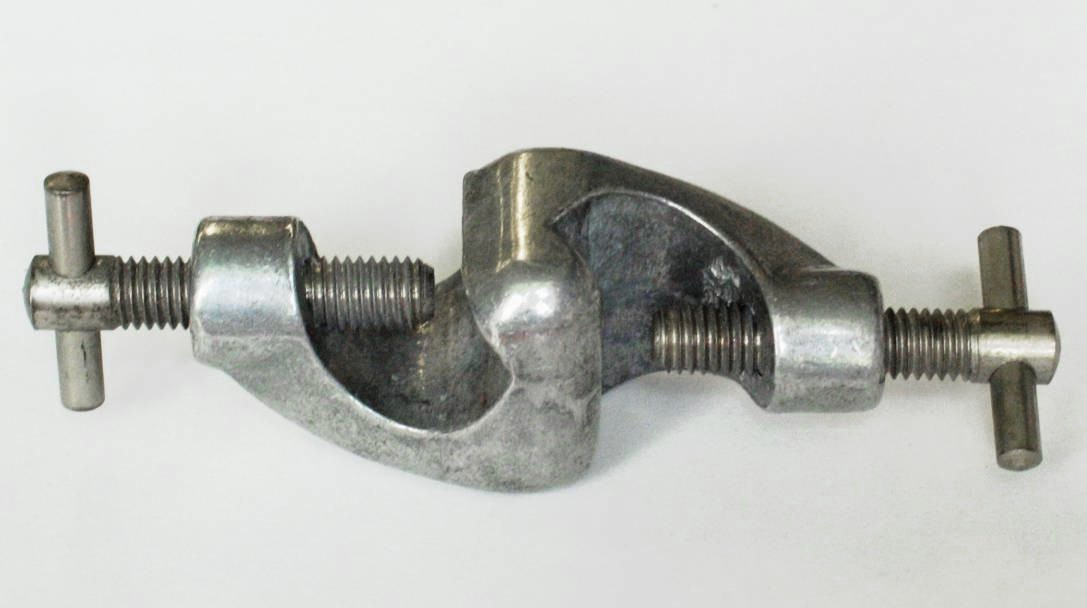
Doble nuez.

Una doble nuez es parte del material de metal utilizado en un laboratorio de química para sujetar otros materiales, como pueden ser aros, agarraderas, pinzas, etc.
Es una pieza que posee dos agujeros con dos tornillos opuestos. Uno de los agujeros se utiliza para ajustar la doble nuez (generalmente a un soporte universal), mientras que en la otra se coloca y ajusta la pieza a sujetar.
Materiales:Tirafondo en Baquelita de acero y casco en baquelita.
- Datos: Q905483
- Multimedia: Clamp holder / Q905483